# Mistrovství světa ve veslování 2002
Mistrovství světa ve veslování 2002 byl v pořadí 31. šampionát konaný mezi 15. a 22. zářím 2002 na řece Guadalquivir ve španělské Seville.
Každoroční veslařská regata trvající jeden týden je organizována Mezinárodní veslařskou federací (International Rowing Federation; FISA) obvykle na konci léta severní polokoule. V neolympijských letech představuje mistrovství světa vyvrcholení mezinárodního veslařského kalendáře a v roce, jenž předchází  olympijským hrám, představuje jejich hlavní kvalifikační událost. V olympijských letech pak program mistrovství zahrnuje pouze neolympijské disciplíny.

## Medailové pořadí
| Pořadí | Země               | Zlato | Stříbro | Bronz | Celkem |
| ------ | ------------------ | ----- | ------- | ----- | ------ |
| 1      | Německo            | 5     | 4       | 3     | 12     |
| 2      | Itálie             | 3     | 4       | 4     | 10     |
| 3      | Spojené království | 3     | 1       | 2     | 6      |
| 4      | Austrálie          | 3     | 1       | 1     | 5      |
| 5      | Bulharsko          | 2     | 0       | 0     | 2      |
| 6      | USA                | 1     | 2       | 4     | 7      |
| 7      | Kanada             | 1     | 2       | 1     | 4      |
| 8      | Dánsko             | 1     | 1       | 1     | 3      |
| 9      | Chile              | 1     | 1       | 0     | 2      |
| 10     | Maďarsko           | 1     | 0       | 0     | 1      |
| 10     | Irsko              | 1     | 0       | 0     | 1      |
| 10     | Nový Zéland        | 1     | 0       | 0     | 1      |
| 10     | Rumunsko           | 1     | 0       | 0     | 1      |
| 14     | Polsko             | 0     | 2       | 0     | 2      |
| 15     | Bělorusko          | 0     | 1       | 2     | 3      |
| 15     | Španělsko          | 0     | 1       | 2     | 3      |
| 17     | Nizozemsko         | 0     | 1       | 1     | 2      |
| 18     | Jižní Afrika       | 0     | 1       | 0     | 1      |
| 18     | Rusko              | 0     | 1       | 0     | 1      |
| 18     | Slovinsko          | 0     | 1       | 0     | 1      |
| 20     | Chorvatsko         | 0     | 0       | 2     | 2      |
| 22     | Čína               | 0     | 0       | 1     | 1      |
| 22     | Norsko             | 0     | 0       | 1     | 1      |
| Celkem | Celkem             | 24    | 24      | 24    | 72     |

## Přehled medailí

### Mužské disciplíny
| Disciplína                      | Zlato | Čas      | Stříbro | Čas     | Bronz | Čas     |
| Skif M1x                        | Německo Marcel Hacker | 6:36,33  | Slovinsko Iztok Čop | 6:39,00 | Norsko Olaf Tufte | 6:39,45 |
| Dvojskif M2x                    | Maďarsko Akos Haller Tibor Peto | 6:05,74  | Itálie Agostino Abbagnale Franco Berra | 6:06,93 | Německo André Willms Andreas Hajek | 6:07,77 |
| Párová čtyřka M4x               | Německo Rene Bertram Stephan Volkert Marco Geisler Robert Sens                                                                                                   | 5:39,57  | Polsko Adam Bronikowski Marek Kolbowicz Slawomir Kruszkowski Adam Korol                                                                               | 5:40,43 | Itálie Mattia Righetti Marco Ragazzi Rossano Galtarossa Simone Raineri                                                                         | 5:43,62 |
| Dvojka s kormidelníkem M2+      | Německo Lars Krisch Andreas Werner Claus Müller-Gatermann (k) | 6:47,93  | USA Daniel Beery Dana Schmunk Joe Manion (k) | 6:50,60 | Austrálie Tom Laurich Rob Jahrling Michael Toon (k)                                                                                            | 6:53,77 |
| Dvojka bez kormidelníka M2-     | Spojené království James Cracknell Matthew Pinsent | 6:14,27  | Jižní Afrika Ramon di Clemente Donovan Cech | 6:15,60 | Chorvatsko Siniša Skelin Nikša Skelin | 6:15,97 |
| Čtyřka s kormidelníkem M4+      | Spojené království Tom Stallard Steve Trapmore Luka Grubor Kieran West Christian Cormack (k)                                                                     | 6:06,70  | Německo Arne Landgraf Martin Zobelt Jan Martin Broeer Klaus Rogge Stefan Lier (k)                                                                     | 6:08,88 | Chorvatsko Igor Boraska Oliver Martinov Ivan Jukic Ninoslav Saraga Luka Travas (k)                                                             | 6:10,54 |
| Čtyřka bez kormidelníka M4-     | Německo Sebastian Thormann Paul Dienstbach Philipp Stueer Bernd Heidicker                                                                                        | 5:41,35  | Spojené království Steve Williams Josh West Toby Garbett Rick Dunn                                                                                    | 5:41,60 | Itálie Niccolo Mornati Raffaello Leonardo Lorenzo Carboncini Carlo Mornati                                                                     | 5:44,12 |
| Osma M8+                        | Kanada Matt Swick Kevin Light Ben Rutledge Kyle Hamilton Joe Stankevicius Andrew Hoskins Adam Kreek Jeff Powell Brian Price (k)                                  | 5:26,92  | Německo Sebastian Schulte Thorsten Engelmann Jörg Diessner Stephan Koltzk Johannes Dobershütz Enrico Schnabel Ulf Siems Michael Ruhe Peter Thiede (k) | 5:28,16 | USA Ryan Torgerson Garrett Klugh Joseph Hansen Wolfgang Moser Michael Wherley Eric Müller Bryan Volpenhein Jonathan Watling Pete Cipollone (k) | 5:29,27 |
| Skif LV LM1x                    | Irsko Sam Lynch | 6:49,86  | Itálie Stefano Basalini | 6:51,29 | USA Steve Tucker | 6:52,94 |
| Dvojskif LV LM2x                | Itálie Elia Luini Leonardo Pettinari | 6:10,80  | Polsko Tomasz Kucharski Robert Sycz | 6:13,50 | Dánsko Mads Rasmussen Rasmus Quist | 6:14,82 |
| Párová čtyřka LV LM4x           | Itálie Emanuele Federici Daniele Gilardoni Luca Moncada Filippo Mannucci                                                                                         | 5:51,89  | Španělsko Jose A. Martin Martin Juan Luis Aguierre Barco Carlos Loriente Perez Alberto Dominguez Lorenzo                                              | 5:54,23 | Nizozemsko Wolter Blankert Koos de Loos Dylan van der Linde Marten Bosma                                                                       | 5:54,59 |
| Dvojka bez kormidelníka LV LM2- | Chile Christian Yantani Garces Miguel Cerda Silva | 6:29,97  | Itálie Carlo Gaddi Franco Sancassani | 6:31,94 | Spojené království Ned Kittoe Nick English | 6:34,40 |
| Čtyřka bez kormidelníka LV LM4- | Dánsko Thor Kristensen Thomas Ebert Stephan Moelvig Eskild Ebbesen                                                                                               | 5Z:47,21 | Itálie Lorenzo Bertini Catello Amarante Salvatore Amitrano Bruno Mascarenhas                                                                          | 5:49,41 | Kanada Douglas Vandor Iain Brambell Jonathan Mandick Gavin Hassett                                                                             | 5:50,55 |
| Osma LV LM8+                    | Itálie Luigi Scala Alessandro Lodigiani Giuseppe Del Gaudio Nicola Moriconi Marco Paniccia Carlo Grande Stefano Fraquelli Bruno Pasqualini Vincenzi Di Palma (k) | 5:35,05  | Německo Martin Raeder Lars Achtruth Martin Fauck Joachim Drews Marcus Puetz Matthias Hobein Sven Johannesmeier Christian Dahlke Jörg Dederding (k)    | 5:36,61 | USA Gavin Blackmore Eric Feins John Cashman Andrew Liverman Erik Miller Jon Douglas Thomas Paradiso Matthew Smith Bill McManus (k)             | 5:38,21 |

### Ženské disciplíny
| Disciplína                      | Zlato | Čas     | Stříbro | Čas     | Bronz | Čas     |
| Skif W1x                        | Bulharsko Rumjana Nejkovová | 7:07,71 | Bělorusko Jekatěrina Karstenová | 7:11,74 | Německo Katrin Rutschowová | 7:17,07 |
| Dvojskif W2x                    | Nový Zéland Georgina Eversová-Swindellová Caroline Eversová-Swindellová                                                                                | 6:38,78 | Rusko Larisa Merková Irina Fedotovová | 6:41,06 | Itálie Elisabetta Sancassani Gabriella Bascelli | 6:41,65 |
| Párová čtyřka W4x               | Německo Peggy Waleská Marita Scholzová Manuela Lutzeová Kerstin El Qalqili-Kowalski                                                                    | 6:15,66 | Dánsko Astrid Jespersenová Sarah Lauritzenová Dorthe Pedersenová Majbrit Nielsenová                                                                                 | 6:16,84 | Bělorusko I. Jansen-Zakhareuskaya Volha Berazniova Jekatěrina Karstenová Maryia Varona                                                                                | 6:18,12 |
| Dvojka bez kormidelnice W2-     | Rumunsko Georgeta Damianová Viorica Susanuová | 6:53,80 | Kanada Jacqui Cooková Karen Clarková | 6:57,08 | Bělorusko Yuliya Bichyk Natallia Helakh | 6:59,21 |
| Čtyřka bez kormidelnice W4-     | Austrálie Kristina Larsenová Jodi Winterová Rebecca Sattinová Victoria Robertsová                                                                      | 6:26,11 | Kanada Roslin McLeodová Rachelle de Jongová Darcy Marquardtová Paulina Van Roesselová                                                                               | 6:28,32 | Čína Guifeng Zhao Cuiping Yang Huanling Cong Xueling Feng | 6:31,28 |
| Osma W8+                        | USA Kate Johnsonová Dana Peirce Caryn Daviesová Maite Urtasunová Bernadette Martenová Alison Coxová Anna Cumminsová Kate Mackenzie Mary Whippleová (k) | 6:04,25 | Austrálie Jodi Winterová Jo Lutzová Julia Wilsonová Jane Robinsonová Rachael Taylorová Rebecca Sattinová Victoria Robertsová Kristina Larsenová Carly Bilsonová (k) | 6:05,10 | Německo Anja Pyritzová Maja Tucholkeová Britta Holthausová Dana Pyritzová Nicole Zimmermannová Susanne Schmidtová Lenka Wechová Silke Güntherová Annina Ruppelová (k) | 6:05,19 |
| Skif LV LW1x                    | Bulharsko Viktorija Dimitrovová | 7:28,89 | USA Lisa Schlenkerová | 7:30,56 | Španělsko Teresa Mas De Xaxars | 7:31,21 |
| Dvojskif LV LW2x                | Austrálie Sally Causby Amber Halliday | 6:52,84 | Německo Janet Radünzelová Claudia Blasbergová | 6:53,56 | Spojené království Helen Casey Tracy Langlandsová | 6:55,28 |
| Párová čtyřka LV LW4x           | Austrálie Zita van de Walle Marguerite Houstonová Miranda Bennettová Hannah Everyová-Hallová                                                           | 6:29,55 | Nizozemsko Mariel Pikkemaatová Mirjam ter Beeková Judith van Osová Maud Klinkersová                                                                                 | 6:30,01 | USA Anne Finke Abigail Cromwellová Michelle Borkhuisová Wendy Tripicianová                                                                                            | 6:32,48 |
| Dvojka bez kormidelnice LV LW2- | Spojené království Naomi Ashcroftová Leonie Barronová                                                                                                  | 7:29,91 | Chile Paola Rodriguezová Gallardová Carolina Godoyová Alarconová | 7:41,21 | Španělsko Maria Almuedo Castillo Beatriz Casanueva | 7:47,26 |